# Hoogblokland
Hoogblokland is een dorp in de gemeente Molenlanden, in de Nederlandse provincie Zuid-Holland. Het dorp ligt in de Alblasserwaard, ten noorden van de stad Gorinchem en tussen de plaatsen Hoornaar en Arkel. Hoogblokland heeft 1.450 inwoners (2023). Tot 1986 was Hoogblokland een zelfstandige gemeente. In dat jaar werd de plaats aan de gemeente Giessenlanden toegevoegd. Sinds 2019 is het onderdeel van de gemeente Molenlanden. 
Hoogblokland ligt gedeeltelijk langs de Bazeldijk, een weg die werd aangelegd door Keizer Napoleon. Het andere deel van het dorp ligt op en aan de zanddonken, die hier veel te vinden zijn. Net als Hoornaar heeft Hoogblokland de lintbebouwing grotendeels behouden.

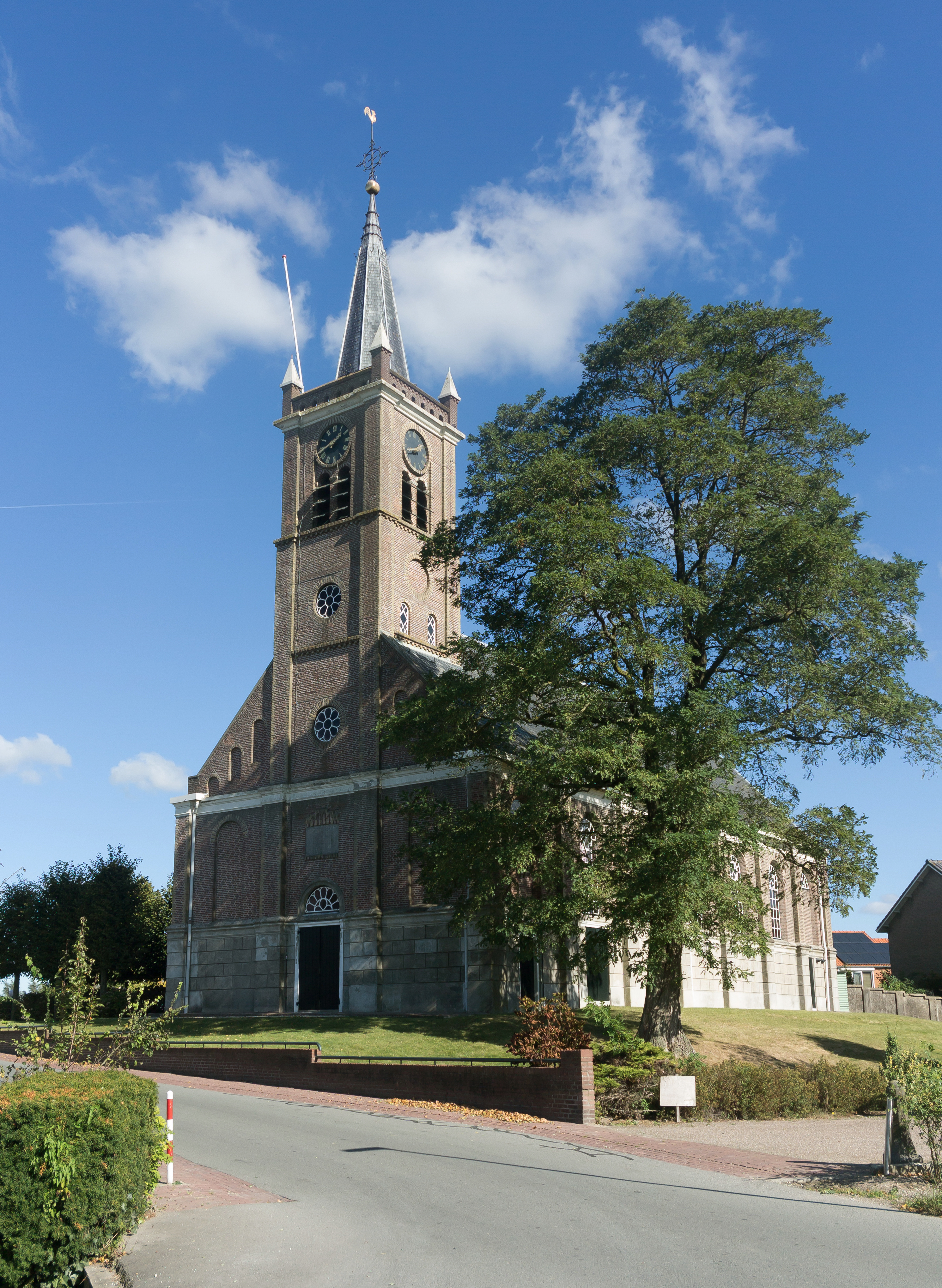
De Dorpskerk

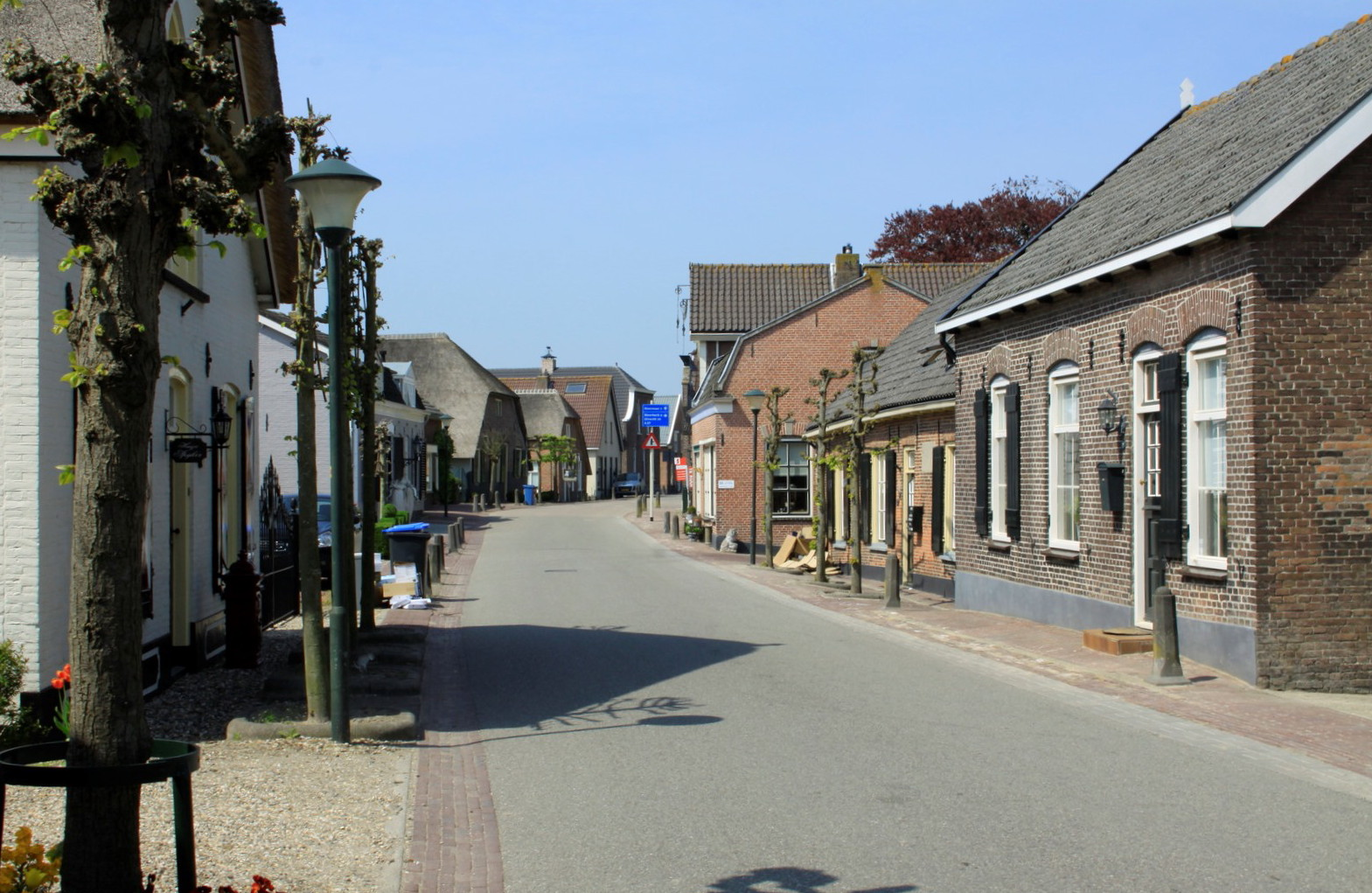
Straatbeeld in Hoogblokland

## Geboren
- Coco Michelle de Jong (1998), Nederlands powerliftster